# چارنگا (گمینا چارنگا)
چارنگا (به لهستانی:  Czarnia) یک روستا در لهستان است که در گمینا چارنگا واقع شده‌است.